# Panda (Desiigner)
Panda è il singolo di debutto del rapper statunitense Desiigner, pubblicato inizialmente il 20 dicembre 2015, poi ripubblicato il 26 febbraio del 2016.

## Composizione
Panda è un brano trap che ha ricevuto vari paragoni allo stile del rapper Future. La base del brano è stata trovata da un amico del rapper su YouTube mentre il rapper stava giocando a GTA con degli amici, e quest'ultimo dopo aver sentito la base decise di comprarla dal produttore Menace, acquistandola per 200 dollari. Successivamente il rapper incise il testo del brano pubblicandolo inizialmente in streaming il 15 dicembre del 2015, e per il download digitale 5 giorni dopo. Dopo che il brano fu campionato in Pt. 2 di Kanye West, contenuta nel suo album The Life of Pablo, decise di ripubblicare il singolo il 26 febbraio del 2016.
Il rapper ha confessato durante un'intervista che nonostante il primo verso del brano inizi dicendo "I got broads in Atlanta” (ho tipe ad Atlanta), lui al momento della pubblicazione del brano non era mai stato ad Atlanta, però aveva conosciuto una ragazza di Atlanta tramite Facebook, che il rapper non incontrò mai di persona.

## Successo commerciale
Il brano debuttò nella Billboard Hot 100 il 12 marzo del 2016 alla 96ª posizione, ed entrò nella top 5 sette settimane dopo. Nella sua nona settimana di permanenza in classifica raggiunse la vetta, fermando il record di non-americani in vetta alla classifica che persistette per 41 settimane. A giugno 2016 il brano ha venduto 1,103,025 copie in patria.

## Video musicale
Il video musicale fu pubblicato il 10 maggio del 2016, e nel video il rapper di Brooklyn ruba una macchina a mano armata e inizia un inseguimento della polizia ad alta velocità. Nel video c'è un cameo del rapper Kanye West.
Successivamente il 17 maggio 2016, attraverso il canale di youtube Genius, venne pubblicato un video dove il rapper legge in maniera lenta il testo della canzone, in modo da rendere comprensibili certe parti del testo rappate in modo molto veloce anche a chi non riuscì a capirle.

## Classifiche
| Classifica (2016) | Posizione massima |
| ----------------- | ----------------- |
| Australia         | 7                 |
| Austria           | 20                |
| Belgio (Fiandre)  | 13                |
| Belgio (Vallonia) | 31                |
| Canada            | 4                 |
| Danimarca         | 10                |
| Finlandia         | 10                |
| Francia           | 16                |
| Germania          | 13                |
| Irlanda           | 16                |
| Italia            | 26                |
| Norvegia          | 14                |
| Nuova Zelanda     | 4                 |
| Paesi Bassi       | 8                 |
| Portogallo        | 9                 |
| Regno Unito       | 7                 |
| Stati Uniti       | 1                 |
| Svezia            | 12                |
| Svizzera          | 12                |
| Ungheria          | 29                |